# Желябіно
Желябіно (рос. Желябино) — село у Красногорському районі Московської області Російської Федерації.

## Розташування
Село Желябіно входить до складу міського поселення Нахабіно, воно розташоване на північ від селища Нахабіно, поруч із Волоколамським шосе. Найближчі населені пункти, Нахабіно, Козино, Нефедьєво.

## Населення
Станом на 2010 рік у селі проживало 114 осіб.